# Cayuga Motor Speedway
Cayuga Motor Speedway est un circuit de course automobile ovale de 5/8 mile qui était situé à Hagersville, près de Hamilton en Ontario (Canada).

## Description
Longtemps considéré comme l'un des hauts lieux du stock-car au Canada, le site n'a plus présenté de courses depuis juillet 2009 alors que la série ISMA Supermodifieds s'y était produit.
Ouvert en 1966, le complexe a reçu la visite de plusieurs grandes compétitions de stock-car tels quedont la CASCAR, la NASCAR Pinty's Series, l'ACT Pro Stock Tour, l'ARCA RE/MAX Series, la Nascar Busch North (aujourd'hui appelée Nascar K&N Pro East Series) et l'ASA National Tour.
La course inaugurale de la NASCAR Pinty's Series s'y est déroulée le 26 mai 2007.

## Vainqueurs des courses Nascar Canadian Tire
- 26 mai 2007 Don Thomson, Jr.
- 1er septembre 2007 Derek Lynch
- 30 août 2008 Mark Dilley